# Marco Vilca
Marco Antonio Vilca Gonzales (* 2. Dezember 2000 in Arequipa) ist ein peruanischer Mittelstreckenläufer, der sich auf den 800-Meter-Lauf spezialisiert hat, aber auch über 400 Meter antritt.

## Sportliche Laufbahn
Erste Erfahrungen bei internationalen Meisterschaften sammelte Marco Vilca im Jahr 2016, als er bei den U18-Südamerikameisterschaften in Concordia in 1:58,37 min die Silbermedaille gewann. Im Jahr darauf erreichte er bei den U18-Weltmeisterschaften in Nairobi das Halbfinale und schied dort mit 1:51,95 min aus. Anschließend erreichte er bei den Panamerikanischen-Juniorenmeisterschaften in Peru in 1:53,00 min den fünften Platz. 2018 nahm er an den Südamerikaspielen in Cochabamba teil und belegte dort in 48,04 s den achten Platz im 400-Meter-Lauf und erreichte über 800 Meter in 1:52,03 min Rang vier. Anschließend schied er bei den U20-Weltmeisterschaften in Tampere mit 1:50,47 min in der ersten Runde aus und wurde bei den Ibero-Amerikanischen Meisterschaften in Trujillo in 1:49,82 min Vierter und gewann mit der peruanischen 4-mal-400-Meter-Staffel in 3:15,59 min die Bronzemedaille hinter den Teams aus Chile und Ecuador. Ende September gewann er bei den U23-Südamerikameisterschaften in Ecuador in 1:50,52 min die Silbermedaille hinter dem Brasilianer Matheus Pessoa und erreichte mit der 4.mal-100-Meter-Staffel in 42,52 s Rang fünf. Im Jahr darauf gewann er bei den Südamerikameisterschaften in Lima in 1:48,06 min die Bronzemedaille hinter dem Venezolaner Lucirio Antonio Garrido und Jelssin Robledo aus Kolumbien. Anschließend siegte er bei den U20-Südamerikameisterschaften in Cali in 1:48,86 min über 800 Meter und gewann über 400 Meter in 47,41 s die Bronzemedaille. Anschließend schied er bei den Panamerikanischen-Juniorenmeisterschaften in San José mit 1:52,63 min im Vorlauf aus und erreichte bei den Panamerikanischen Spielen in Lima in 1:47,65 min den fünften Platz.
2020 gewann er bei den erstmals ausgetragenen Hallensüdamerikameisterschaften in Cochabamba mit neuem Landesrekord von 47,84 s die Silbermedaille über 400 Meter hinter dem Argentinier Elián Larregina und gewann auch über 800 Meter mit Landesrekord von 1:54,11 min die Silbermedaille hinter dem Venezolaner Garrido. Im Jahr darauf belegte er bei den U23-Südamerikameisterschaften in Guayaquil in 1:49,49 min den vierten Platz. 2022 gewann er bei den Juegos Bolivarianos in Valledupar in 1:48,77 min die Bronzemedaille über 800 Meter hinter dem Kolumbianer Jelssin Robledo und José Antonio Maita aus Venezuela und Anfang Oktober wurde er bei den U23-Südamerikameisterschaften in Cascavel in 3:18,74 min Sechster in der 4-mal-400-Meter-Staffel. Im Jahr darauf schied er bei den Panamerikanischen Spielen in Santiago de Chile mit 1:49,55 min im Vorlauf über 800 Meter aus. 2024 gewann er bei den Hallensüdamerikameisterschaften in Cochabamba in 1:55,04 min die Bronzemedaille über 800 Meter hinter den Venezolanern José Antonio Maita und Ryan López. Im Mai belegte er bei den Ibero-Amerikanischen Meisterschaften in La Nucia in 1:46,39 min den vierten Platz und gelangte mit der Staffel mit 3:15,94 min auf Rang fünf. Im Jahr darauf gewann er bei den Hallensüdamerikameisterschaften in Cochabamba in 1:51,01 min erneut die Silbermedaille über 800 Meter, diesmal hinter dem Brasilianer Leonardo Santos und ging im Finale über 400 Meter nicht mehr an den Start. Ende April gewann er bei den Südamerikameisterschaften in Mar del Plata in 1:50,93 min die Bronzemedaille hinter dem Brasilianer Eduardo Ribeiro und José Antonio Maita aus Venezuela. Zudem belegte er mit der 4-mal-400-Meter-Staffel in 3:14,26 min den sechsten Platz. 
In den Jahren 2018 und 2019 sowie 2024 und 2025 wurde Vilca peruanischer Meister im 400-Meter-Lauf sowie 2019, 2024 und 2025 auch über 800 Meter.

## Persönliche Bestzeiten
- 400 Meter: 46,76 s, 29. März 2025 in Lima
  - 400 Meter (Halle): 47,84 s, 1. Februar 2020 in Cochabamba (peruanischer Rekord)
- 800 Meter: 1:46,39 min, 11. Mai 2024 in Cuiabá (peruanischer Rekord)
  - 800 Meter (Halle): 1:47,88 min, 28. Januar 2023 in Lubbock (peruanischer Rekord)